# 杨同光
杨同光（1968年8月—），男，汉族，贵州兴仁人，中华人民共和国政治人物。现任贵州省人民政府副省长，九三学社中央常委、九三学社贵州省委主委，贵州省生态环境厅厅长。第十四届全国政协委员。